# Egil Danielsen
Egil Danielsen (Hamar, 9 de novembro de 1933 – 29 de julho de 2019) foi um atleta e campeão olímpico norueguês.
Especializado no lançamento de dardo, foi campeão norueguês entre 1953 e 1957. Em Melbourne 1956, conquistou a medalha de ouro na prova, com um lançamento de 85,71 m, novo recorde olímpico e mundial. Em 1958, no Campeonato Europeu de Atletismo, em Estocolmo, ficou com a medalha de prata.
Seu recorde e a medalha de ouro olímpico lhe deram o título de Esportista do Ano da Noruega em 1956.
Faleceu em 29 de julho de 2019 aos 85 anos de idade.